# Galgon
Galgon är en kommun i departementet Gironde i regionen Nouvelle-Aquitaine i sydvästra Frankrike. Kommunen ligger i kantonen Fronsac som tillhör arrondissementet Libourne. År 2022 hade Galgon 3 109 invånare.

## Befolkningsutveckling
Antalet invånare i kommunen Galgon
Referens:INSEE